# Westenwind (televisieserie)
Westenwind is een Nederlandse dramaserie die tussen februari 1999 en februari 2003 werd uitgezonden op RTL 4. In het begin werd de serie tweewekelijks uitgezonden, maar vanaf het vierde seizoen werd er alleen op de maandagavond uitgezonden. In totaal zijn er zes seizoenen van Westenwind uitgezonden, waarvan het vierde seizoen in twee delen. 
In België zijn alle seizoenen uitgezonden op televisiezender VTM. Tussen 2007 en 2008 werd de gehele serie herhaald op het digitale kanaal Vitaya.
Westenwind draaide om de families Noordermeer en De Graaf. Beide families zijn eigenaar van een scheepswerf in de haven van Rotterdam. Al jaren proberen deze totaal verschillende families elkaar te dwarsbomen. De familie Noordermeer doet zich zakelijk voor en heeft het niet zo op familiebanden, bij de familie De Graaf draait het om elkaar en het welzijn van de werknemers. Gedurende de serie verdwijnt familie De Graaf en wordt deze langzaam veranderd in familie Jansen. Ieder origineel De Graaf lid is gedurende de serie vervangen. Jacob de Graaf door Bas Janssen, Marco de Graaf door Juup Janssen, Sacha de Graaf door Tessa de Graaf en Sam de Graaf door Sjoukje Janssen. Conny de Graaf is de enige De Graaf die de hele serie te zien is.

## Van soap naar drama
In het begin werd Westenwind gezien als een soapserie. In vergelijking met soaps als Goede tijden, slechte tijden en Onderweg naar Morgen werd aan Westenwind veel meer geld besteed, en ook werd er meer gebruikgemaakt van buitenopnamen. Doordat in Westenwind minder karakters voorkwamen dan in een soapserie, konden de karakters zich beter ontwikkelen.
Visueel was er verschil omdat er voor één-cameraregie werd gekozen, in tegenstelling tot soapseries, waar met drie camera's wordt opgenomen. Dit geeft met name door de belichtingsvrijheid een meer filmische kwaliteit en ook konden er montagetechnieken worden toegepast, wat bij soapseries niet of zelden gebeurt.
Westenwind werd bedacht door Joop van den Ende en Johan Nijenhuis. Het idee om deze serie te maken kwam tijdens de bioscoopvertoning van Titanic. Joop van den Ende was zo onder de indruk van deze film, dat hij een serie over schepen wilde maken. Eerst werd bedacht dat Westenwind moest gaan over de metaalindustrie, maar Piet Pols (tevens bedenker van de naam van de serie) leverde het idee om de serie te laten afspelen tussen twee concurrerende Nederlandse scheepswerven.
Op 14 november 1998 werd bekendgemaakt dat Westenwind was verkocht aan televisiezender RTL 4. De serie zou tweewekelijks worden uitgezonden. Vanaf seizoen 4 werd de serie 1 keer per week uitgezonden.
Op 15 september 2000 werd de serie bekroond met een Gouden Televizier-Ring. Westenwind versloeg tijdens dit festival Big Brother en Love Letters. In 1999 was de serie ook al genomineerd, maar ging de prijs naar Toen was geluk heel gewoon.
Westenwind speelt zich voornamelijk af in de havens van Rotterdam.

### Het einde van Westenwind
Westenwind werd beëindigd omdat bijna alle mogelijke verhalen reeds waren verteld en omdat er te veel afleveringen van tevoren waren geschreven en opgenomen. Toen het vierde seizoen nog werd uitgezonden, was seizoen 5 reeds opgenomen. Er lagen hierdoor te veel afleveringen op de plank. RTL kon niet plannen of ze nog meer afleveringen konden gebruiken, in verband met de kijkcijfers en eventuele aankopen van andere series. Op het moment dat RTL zou weten of ze nieuwe afleveringen konden gebruiken, zouden de acteurs wellicht niet meer beschikbaar zijn. De makers konden RTL wel overtuigen nog een klein aantal afleveringen te bestellen, zodat de serie een waardig einde zou krijgen. Daarom besloten de makers een eind aan de serie te schrijven in het slechts zes afleveringen tellende zesde seizoen, dat tot een afronding van het verhaal moest leiden. Daarnaast gaven de schrijvers achteraf ook aan dat bijna alles al verteld was, maar een langer durend zesde seizoen had wel tot de mogelijkheden behoord. Een zevende seizoen was ook niet uitgesloten.

## Rolbezetting
In de jaren dat Westenwind op televisie te zien is geweest, is er eigenlijk weinig in de vaste cast veranderd. Zo speelden de personages Emma Noordermeer, Charlotte Noordermeer, Max Noordermeer en Conny de Graaf van het begin tot het einde mee in de serie. De serie kende ook veel grote bijrollen die veelal ook vermeld stonden in de leader, hierdoor werd de leader constant geüpdatet. Zo stond bij aanvang van de serie al vast dat Dieke de Vries (Marleen Snoey) en Olaf Malmberg (Maurits Hulzebosch) een rol hadden voor tien afleveringen, maar ze stonden wel vermeld in de leader. Ook Linda Wagenmakers (Keela Noordermeer-Bangor) zou slechts een half seizoen mee doen. Door de seizoenen heen stonden ook Robin Rienstra (Nancy Bosman), Kirsten Mulder (Iris de Haas), Ramon Ramnath (Gideon Splint), Hidde Maas (Rudy Groeneveld), Gerben van der Werf (Roland de Wit) en Dennis Dusseldorf (Ernst Römer) in de leader vermeld. Alle zeven acteurs hadden slechts voor een aantal afleveringen getekend en ze wisten dat er voor hen geen verlenging in zat. Wel stonden ze alle zeven in de leader. Daarnaast wisten acteurs Louis van Beek, Elvira Out en Ghislaine Pierie dat zij na het tweede seizoen uit de serie werden geschreven, zodat de leden van de families Noordermeer en De Graaf konden doorgroeien.
Tijdens het draaien van het tweede seizoen gaven Kirsten Mulder, Vastert van Aardenne, René van Asten, Toncy van Eersel en Youssef Idilbi aan dat ze wilden stoppen. Alle vijf tekenden ze nog voor twee à drie afleveringen van het derde seizoen, zodat ze allemaal een mooie exit kregen. René van Asten tekende voor 2 seizoenen en de helft van seizoen 3, maar wel met de voorwaarde dat z'n personage Jacob zodanig uit de serie werd geschreven dat het logisch was dat Henriëtte Tol een De Graaf kon blijven spelen en werkzaam kon blijven op de werf. Uiteindelijk werden alleen Femke van Hove als Fabiënne Vermeer en Fleur van der Kieft als Tessa de Graaf aan de vaste cast toegevoegd, om zo de leegte op te vangen. De acteurs die wel in de serie bleven, kregen hierdoor meer speeltijd en hun verhaallijnen werden beter uitgewerkt. Vanaf seizoen drie besloten de makers om het aantal vaste castleden redelijk laag te houden.
In seizoen 5 stopte Jennifer Hoffman met haar rol als Sam de Graaf vanwege een seksscène in het script die ze niet wilde spelen. Ze vertelde bij een televisie-interview in De geknipte gast uit 2024 over haar besluit.
In onderstaande lijst staan de acteurs en actrices die een hoofdrol in Westenwind speelden.

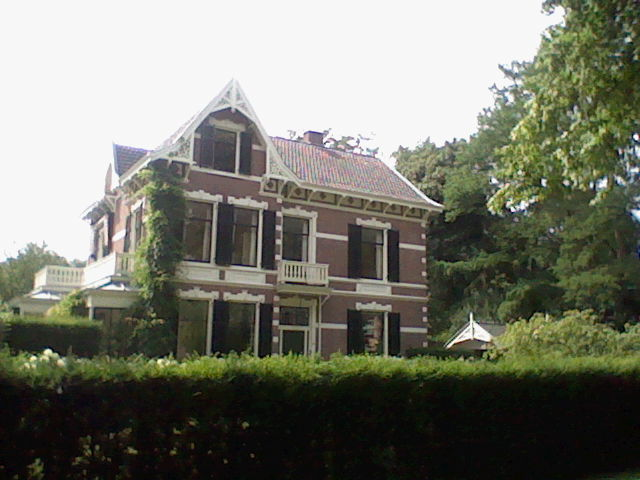
Huize De Graaf

### Hoofdrollen
 = Hoofdrol
 = Terugkerende gastrol
| Acteur               | Personage                                              | Seizoen | Seizoen | Seizoen | Seizoen | Seizoen | Seizoen |
| Acteur               | Personage                                              | 1       | 2       | 3       | 4       | 5       | 6       |
| -------------------- | ------------------------------------------------------ | ------- | ------- | ------- | ------- | ------- | ------- |
| Joep Sertons         | Max Noordermeer                                        | 26 afl. | 24 afl. | 26 afl. | 26 afl. | 25 afl. | 9 afl.  |
| Miryanna van Reeden  | Charlotte Noordermeer (weduwe van Pierre Valken)       | 26 afl. | 24 afl. | 26 afl. | 26 afl. | 25 afl. | 9 afl.  |
| Henriëtte Tol        | Conny de Graaf-Dijkzicht (2e huwelijk met Bas Janssen) | 26 afl. | 24 afl. | 26 afl. | 26 afl. | 25 afl. | 9 afl.  |
| Marlies van Alcmaer  | Emma Noordermeer-Sluyter †                             | 23 afl. | 24 afl. | 26 afl. | 26 afl. | 25 afl. | 9 afl.  |
| Inge Ipenburg        | Sophie Noordermeer-Elsinga                             | 26 afl. | 24 afl. | 26 afl. | 26 afl. | 25 afl. | 1 afl.  |
| Wouter Nicolaas      | Marco de Graaf †                                       | 26 afl. | 24 afl. | 26 afl. | 26 afl. | 17 afl. |         |
| Jennifer Hoffman     | Sam de Graaf                                           | 26 afl. | 24 afl. | 26 afl. | 26 afl. | 5 afl.  |         |
| Daan Schuurmans      | Anton Noordermeer                                      | 26 afl. | 24 afl. | 26 afl. | 19 afl. | 1 afl.  | 1 afl.  |
| René van Asten       | Jacob de Graaf †                                       | 26 afl. | 24 afl. | 14 afl. |         |         | 1 afl.  |
| Youssef Idilbi       | Abdullah Yildirem                                      | 26 afl. | 24 afl. | 1 afl.  | 6 afl.  |         |         |
| Toncy van Eersel     | Sacha de Graaf                                         | 26 afl. | 24 afl. | 3 afl.  |         |         |         |
| Kirsten Mulder       | Fleur de Graaf-Noordermeer †                           | 26 afl. | 24 afl. | 4 afl.  |         | 2 afl.  |         |
| Vastert van Aardenne | Pierre Valken †                                        | 26 afl. | 24 afl. | 3 afl.  |         |         |         |
| Linda Wagenmakers    | Keela Bangor                                           | 17 afl. |         | 4 afl.  |         |         |         |
| Olaf Malmberg        | Maurits Hulzebosch                                     | 10 afl. |         | 1 afl.  |         |         |         |
| Dieke de Vries       | Marleen Snoey                                          | 13 afl. |         |         |         |         |         |
| Louis van Beek       | Felix Schippers †                                      | 17 afl. | 13 afl. |         |         |         |         |
| Ghislaine Pierie     | Ellen Meinen                                           | 4 afl.  | 20 afl. |         |         | 4 afl.  |         |
| Elvira Out           | Freia Meuleman                                         | 3 afl.  | 24 afl. |         |         |         |         |
| Femke van Hove       | Fabiënne Vermeer                                       |         |         | 26 afl. | 8 afl.  |         |         |
| Fleur van der Kieft  | Tessa de Graaf                                         |         |         | 26 afl. | 26 afl. | 11 afl. | 9 afl.  |
| Robin Rienstra       | Nancy Bosman                                           |         |         | 15 afl. | 2 afl.  | 3 afl.  |         |
| Ramon Ramnath        | Gideon Splint                                          |         |         |         | 13 afl. |         |         |
| Hidde Maas           | Rudy Groeneveld                                        |         |         |         | 11 afl. |         |         |
| Jules Hamel          | Bas Janssen                                            |         |         |         | 16 afl. | 25 afl. | 9 afl.  |
| Vincent Lodder       | Juup Janssen                                           |         |         |         | 16 afl. | 25 afl. | 9 afl.  |
| Kirsten Mulder       | Iris de Haas                                           |         |         |         | 5 afl.  | 3 afl.  |         |
| Nynke Faber          | Sjoukje Janssen                                        |         |         |         |         | 23 afl. | 9 afl.  |
| Anniek Pheifer       | Iris de Haas                                           |         |         |         |         | 23 afl. | 9 afl.  |
| Gerben van der Werf  | Roland de Wit                                          |         |         |         |         | 23 afl. |         |
| Dennis Dusseldorf    | Ernst Romer                                            |         |         |         |         | 5 afl.  | 9 afl.  |
| Casper van Bohemen   | Ad Bots                                                |         |         |         |         |         | 8 afl.  |

## Seizoenen
In totaal zijn er zes seizoenen verschenen van Westenwind; samenvattingen, personages, afleveringen en achtergrondinformatie per seizoen worden hier in afzonderlijke artikelen beschreven.

### Seizoenen
Voor meer informatie over de seizoenen, klik op de juiste tekst.

#### Seizoen 1 (1999)
Marco komt terug naar Nederland. Het gaat niet goed met werf De Graaf. Marleen stookt in het huwelijk van Max en Sophie en gebruikt daarbij Keela Bangor. Charlotte en Pierre gaan scheiden. De liefde tussen Marco en Fleur bloeit weer op. Anton krijgt fikse ruzie met zijn oma Emma.
Met gastrollen van Ad van Kempen, Daniël Boissevain,  e.v.a.

#### Seizoen 2 (1999)
Max en Conny krijgen een relatie. Ellen probeert een relatie tussen Marco en Fleur te voorkomen en is tot alles in staat. Charlotte en Pierre ontdekken dat Niels wordt mishandeld. Sophie raakt aan de drank. Tot woede van de familie Noordermeer wordt hun werf opgekocht door De Graaf. 
Met gastrollen van Katja Schuurman, Marcel Faber, Winston Post, Dries Smits e.v.a.

#### Seizoen 3 (2000)
Fleur en Marco gaan trouwen. Op hun huwelijksreis sterft Fleur. Emma neemt het Marco kwalijk dat Fleur dood is. Nichtje Tessa de Graaf helpt de familie een handje met het runnen van de werf. Terwijl Sophie aan het revalideren is begint Max een affaire met Sophies arts Fabienne. Charlotte gaat voor De Graaf werken. Jacob overlijdt. Sam stort zich op haar nieuwe hobby, de fotografie. Fabienne is zwanger van Max en wil abortus plegen. Anton en Sam beginnen een relatie.Werf Noordermeer maakt een nieuwe start. 
Met gastrollen van Ben Cramer, Marian Mudder, Tanneke Hartzuiker, Marline Williams e.v.a.

#### Seizoen 4 (2000-2001)
Pierre en Niels krijgen een auto-ongeluk. Pierre heeft het niet overleefd. Charlotte komt alleen te staan voor de opvoeding van Niels. Sam ontmoet Gideon Splint. Sophie vindt het levenloze lichaam van het zoontje van Fabienne en Max. Charlotte vindt een nieuwe man met alle gevolgen van dien. Beide werven moeten in opdracht van de regering samenwerken. Sophie reist af naar Luxemburg, nadat ze een vreemd pakketje heeft gekregen en ze rekent voorgoed af met Gideon. Sam raakt verslaafd aan drugs. Emma ontmoet een nieuwe man. Iedereen is geschrokken als zij Iris voor het eerst zien, de verloren tweelingzus van Fleur. De beide werven gaan opnieuw met elkaar de strijd aan. De hal van werf De Graaf wordt in brand gestoken, terwijl Iris en Marco nog binnen zijn.

#### Seizoen 5 (2001-2002)
Conny en Bas geven elkaar het ja-woord. Iris krijgt een gezichtstransplantatie. Max en Sjoukje krijgen een relatie. Iris raakt zwanger van Marco. Marco overlijdt als hij Iris wil redden. Sam ontdekt waar Anton is en ze gaat naar hem toe. Sophie wordt geëlektrocuteerd. Emma maakt zich zorgen over de calamiteitenpolder.Iris is bevallen van een tweeling. Juup is in de ban geraakt van een Oosterse vechtsport. Iris en Charlotte spelen samen tegen Emma. Emma doet alsof ze dement is, maar intussen pakt ze Iris en Charlotte terug. Max gebruikt een ontwerp van Jacob: de Aqua Jet. Emma pleegt zelfmoord. 
Met gastrollen van Casper van Bohemen, Saar Koningsberger, Filip Bolluyt, Chris Tates, Ruben van der Meer e.a.

#### Seizoen 6 (2002-2003)
Iris bevalt van een tweeling. Emma pleegt zelfmoord en Werf Noordermeer gaat ten onder. In de laatste scene, blijkt dat Anton Noordermeer is teruggekomen. 

## Werven

### Werf van de familie Noordermeer

#### Noordermeer Shipbuilding N.V.(voorheen Werf Noordermeer)
Tijdens de Tweede Wereldoorlog werd de werf afgepakt van de Joodse familie Meyer en ondergebracht bij Antonius Noordermeer. Met hulp van zijn vrouw Emma Noordermeer-Sluyter groeit werf Noordermeer uit tot een groot modern bedrijf met contacten en orders over heel de wereld. (Werf Noordermeer wordt Noordermeer Shipbuilding.) Na de dood van Antonius Noordermeer neemt Emma het roer alleen over. Als hun zoon Max afgestudeerd is, wordt hij algemeen directeur van Noordermeer Shipbuilding. Later komt ook Max zijn veel jongere, ambitieuze zus Charlotte (scheepsbouwkundig ingenieur) op de werf werken. Charlotte aast op de directeursstoel van Max. Op het moment dat de serie van start gaat en Max de nodige huwelijksproblemen heeft, ruikt Charlotte eindelijk haar kans om directeur te worden. Ook al is de dagelijkse leiding van de werf nu in handen van haar kinderen, achter de schermen is het nog altijd Emma's stem die doorslaggevend is. Zij weet haar kinderen altijd wel tegen elkaar uit te spelen om zelf de macht te behouden. Ondertussen gaan de zaken bij Werf Noordermeer schitterend en besluit het bedrijf de beurs op te gaan. Door huizenhoge boetes van Noordermeer Patenten BV, de heropstanding van werf De Graaf en machtspelletjes in de familie zelf daalt de waarde van de aandelen snel en wordt het bedrijf vijandig overgenomen door de familie De Graaf.
Directeur van Noordermeer Shipbuilding (in chronologische volgorde):
- Antonius Noordermeer
- Emma Noordermeer
- Max Noordermeer
- Charlotte Noordermeer
- Emma Noordermeer

Daarnaast zijn Emma 50%, Max 16,6%, Charlotte 16,6% en Fleur 16,6% de aandeelhouders.

#### Noordermeer Construction
Door haar aandelen van werf De Graaf aan Conny te verkopen, krijgt Emma voldoende kapitaal bij elkaar om een wereldreis te maken en voorgoed te emigreren. Max weet haar echter zo te bewerken dat zij het geld gebruikt om Werf Schuurmans op te kopen, en zo komt er  een nieuwe werf. Werf Noordermeer. Noordermeer Construction is een goed lopend bedrijf.
Directie van Noordermeer Construction (in chronologische volgorde):
- Emma, Max en Anton Noordermeer (ieder 1/3 van de aandelen)
- Emma, Max, Charlotte en Anton Noordermeer (ieder 1/4 van de aandelen)

#### Werf Noordermeer-Driessen
Om de macht van zijn moeder in te perken bedenkt Max een sluw plan om NC te laten fuseren met werf Driessen. Charlotte en Wim Driessen worden verliefd en trouwen later. Als Wim stervende is, dreigt Charlotte een meerderheidsaandeel te krijgen in de werf. Emma en Max bedenken een plan om extra aandelen uit te schrijven en zelf weer op te kopen. Dit is echter buiten het prioriteitsaandeel van Wim en dus na zijn dood, van Charlotte gerekend. Na het oorlogsschipschandaal brengen Emma en Max, Charlotte ten val. Na de komst van Iris en de hartaanval van Max komt Charlotte toch weer op de werf werken. Uiteindelijk weet Emma Charlotte over te halen 'Driessen' uit de bedrijfsnaam te laten vallen.
Directie van Werf Noordermeer-Driessen (in chronologische volgorde):
- Wim Driessen, Max Noordermeer en Emma Noordermeer
- Charlotte Driessen-Noordermeer
- Emma en Max Noordermeer
- Emma, Max en Charlotte Noordermeer

#### Noordermeer Construction
Iris werkt zich het Noordermeer-imperium binnen. Max verkoopt zijn aandelen aan Sophie. Noordermeer valt binnen de calamiteitenpolder, ze kunnen enkel uitwijken naar het terrein van werf De Graaf (hun oude werf). Sophie verkoopt haar aandelen aan Emma in ruil voor een snellere hartoperatie. Emma doet te moeilijk bij de overname van het terrein van werf De Graaf. Charlotte chanteert Iris om Emma te drogeren om zo werf De Graaf sneller in handen te krijgen. Emma slaat terug. Max gaat met het ontwerp van de Aqua-jet naar de werf van zijn moeder. Tegen de zin van Emma haalt Max Charlotte weer binnen omdat zij de enige is die de Aqua-jet verder kan ontwerpen. Na de mislukte tewaterlating van de AJ Esmeralde en de gevreesde dood van haar dochter, pleegt Emma zelfmoord.
Directie van Noordermeer Construction (in chronologische volgorde):
- Emma, Max en Charlotte Noordermeer
- Iris de Haas, Emma, Max en Charlotte Noordermeer
- Iris de Haas, Sophie Noordermeer-Elsinga, Emma en Charlotte Noordermeer
- Iris de Haas, Emma en Charlotte Noordermeer
- Iris de Haas en Charlotte Noordermeer
- Emma Noordermeer
- Emma en Max Noordermeer
- Emma, Max en Charlotte Noordermeer
- Max en Charlotte Noordermeer

### Werf van de familie De Graaf

#### Werf De Graaf
Jacob en Conny de Graaf hebben deze werf vanaf de grond opgebouwd. Door toedoen van Noordermeer en de Panama-Cargo-deal dreigt de werf failliet te gaan. Werf De Graaf klimt uit het dal en wordt een te duchten concurrent voor Noordermeer. Een onteigening leidt echter tot het faillissement van de werf. Met het geld van de gemeente Rotterdam koopt de familie De Graaf de aandelen van Noordermeer Shipbuilding op.
Directeur van werf De Graaf (in chronologische volgorde):
- Jacob de Graaf
- Conny de Graaf

#### De Graaf Shipbuilding
Door een vijandige overname neemt de familie De Graaf de werf van de Noordermeers over. Het is een grote, moderne werf. Charlotte Noordermeer en Max werken hier beiden even, maar niet gelijktijdig. Uiteindelijk gaat de werf failliet en verkopen ze hun werfterrein aan Noordermeer.
Directeur van De Graaf Shipbuilding:
- Conny de Graaf

#### De Graaf Shipyards
De familie De Graaf krijgt werf Groenloo in handen.
Directeur van De Graaf Shipyards:
- Conny de Graaf

### Anderen

#### Noordermeer Patenten BV (NPBV)
Het bedrijf opgericht door Anton brengt Noordermeer Shipbuilding ten val. Het bedrijf is een databank vol patenten in de scheepsbouw. Ook Max werkt bij NPBV. Later gaat het op in Noordermeer Construction.
Directeur van Noordermeer Patenten BV:
- Anton Noordermeer

#### Rederij De Graaf
Na het faillissement van De Graaf Shipbuilding kopen Conny en Bas een rederij op. Later wordt Tessa directrice.
Directrice van Rederij De Graaf (in chronologische volgorde):
- Conny de Graaf
- Tessa de Graaf

## Prijzen
- In 2000 werd Westenwind door de kijkers uitgeroepen als het beste televisieprogramma van dat jaar en won daarmee de Gouden Televizier-Ring.

## Dvd-boxen
De afleveringen van Westenwind zijn ook op dvd verschenen:
- Dvd-box seizoen 1: aflevering 1 t/m 26 (2005)
- Dvd-box seizoen 2: aflevering 27 t/m 50 (2006)
- Dvd-box seizoen 3: aflevering 51 t/m 76 (2007)
- Dvd-box seizoen 4: aflevering 77 t/m 102 (2008)
- Dvd-box seizoen 5: aflevering 103 t/m 127 (2008)
- Dvd-box seizoen 6: aflevering 128 t/m 136 (2008)

## Trivia
- De serie Westenwind speelde in Rotterdam.
- De opnamen vonden plaats op de Amsterdamse Oranjewerf en op de scheepswerf van Damen te Gorinchem.
- De villa van Max en Sophie Noordermeer is niet in Rotterdam gevestigd maar in het Gooische Blaricum aan de Koning Willem III-laan 11 te Blaricum.
- Het landhuis van Emma Noordermeer is Landgoed Waterland. Dit landgoed werd ook gebruikt als Villa Dottenhove in de televisieserie van de Dolly Dots (1986), als decor voor De Rozenboom in Goede tijden, slechte tijden en in de dramaserie Meiden van De Wit. Ook was het te zien als het landhuis van Albert Hagestein Huygens in de film Loenatik de Moevie.
- Het huis van de familie De Graaf wordt ook gebruikt als decor voor het huis van Olivier Grootheeze (Kees Hulst) in Gooische Vrouwen.
- In aflevering 88 komen zowel Marco als Anton langs het "Haven Operatie Centrum". Dit is onderdeel van "Gemeentelijk Havenbedrijf Amsterdam". Omdat de serie in Rotterdam speelt, is de tekst "Amsterdam" met een rood lint afgeplakt. Overigens staat het gebouw in de werkelijkheid in IJmuiden, bij de monding van het Noordzeekanaal.
- In aflevering 30 "Kaapse Violen" is Vincent Lodder even te zien als bootjongen. Later zou hij de rol van Juup Janssen op zich nemen.
- Aflevering 69 staat bekend als "Echo van een Liefde". Echter is op de titelkaart in het begin "Het Rode Achterlicht" te lezen.